# Алексеев, Борис Андреевич
Бори́с Андре́евич Алексе́ев (3 [16] января 1909 года — 25 января 1972 года) — советский военный моряк, в годы Великой Отечественной войны командир подводной лодки (ПЛ) «С-33» 1-го дивизиона бригады подводных лодок Черноморского флота, Герой Советского Союза (22.07.1944). Капитан 1-го ранга (16.05.1949).

## Биография
Родился 3 (16) января 1909 года в селе Вахромеево ныне Икрянинского района Астраханской области.
Русский. С 14-и лет плавал кочегаром на судах Волго-Каспийского пароходства.
В 1931 году окончил Бакинский морской техникум. Плавал штурманом, помощником капитана. В Военно-Морском Флоте с 1931 года.
В 1932 году окончил курсы командиров запаса Учебного отряда Морских Сил Чёрного Моря.
В 1933 году — специальные курсы командного состава. В 1936 году — отдел подготовки кадров командного состава учебного отряда подводного плавания (УОПП) имени С. М. Кирова в Ленинграде. Член ВКП(б)/КПСС с 1938 года.
Служил на Тихоокеанском флоте:
с декабря 1933 года по апрель 1935 года — командир штурманского сектора ПЛ «Щ-108»
с апреля до конца 1935 года — штурман 2-го дивизиона подводных лодок 2-й морской бригады
с марта 1936 года по август 1937 года — помощник командира ПЛ «Л-11»
с августа 1937 года по июль 1938 года — командир ПЛ «М-6», а затем до декабря 1939 года — командир ПЛ «Щ-116».
С декабря 1939 года проходил службу на Черноморском флоте, и до февраля 1940 года находился в распоряжении военного совета флота.
С февраля по июнь 1940 года исполнял должность командира.
В июне 1940 года стал командиром подводной лодки «С-33», которая была принята от промышленности и вошла в состав Черноморского Флота в декабре 1940 года.
Участник обороны города-героя Севастополя и освобождения Крыма.
В 1941 − 1944 годах командир «С-33» совершил 15 боевых походов на коммуникации противника, а в мае — июне 1942 года, когда его подлодка находилась в ремонте, Б. А. Алексеев в качестве обеспечивающего командира на ПЛ «С-31» совершил два похода в Севастополь, доставив в осаждённый город боеприпасы и продовольствие, эвакуировал оттуда раненых и больных.
С апреля по июнь 1943 года — командир по оперативной части бригады подводных лодок без сдачи дел командира ПЛ «С-33».
В 1943—1944 годах подлодка «С-33» осуществляла боевую деятельность на коммуникациях противника между Севастополем и западными портами Чёрного моря, а также у побережья Крыма с целью нарушения перевозок и снабжения южной группы гитлеровских войск. В боевых походах командир ПЛ активно вёл поиск вражеских конвоев, смело и решительно атакуя их, несмотря на мощное противодействие противолодочных кораблей.
В послевоенные годы было установлено, что 20 апреля 1943 года подлодкой «С-33» под командованием Алексеева Б. А. был потоплен румынский транспорт «Сучава», водоизмещением 6876 брутто тонн.
12 мая 1944 года к юго-западу от мыса Сарыч Б. А. Алексеев обнаружил вражескую быстроходную десантную баржу F-130, находившуюся без хода, осмотрел её и потопил артиллерийским огнём, предварительно сняв с неё кормовой флаг военно-морского флота гитлеровской Германии.

Указом Президиума Верховного Совета СССР от 22 июля 1944 года за образцовое выполнение заданий командования и проявленные мужество и героизм в боях с немецко-фашистскими захватчиками капитану 2-го ранга Алексееву Борису Андреевичу присвоено звание Героя Советского Союза с вручением ордена Ленина и медали «Золотая Звезда» (№ 3812). Подводная лодка «С-33» преобразована в гвардейскую.
С июня 1944 года по февраль 1946 года — командир 1-го дивизиона 1-й бригады подводных лодок Черноморского Флота.
ИЗ БОЕВОЙ ХАРАКТЕРИСТИКИ Б. А. АЛЕКСЕЕВА 1944 ГОДА:

«Все боевые походы капитан 2 ранга Алексеев провёл в большом боевом напряжении. Для достижения победы над врагом проявил большое мастерство и настойчивость, невзирая на трудные условия во время атак и сильное противодействие кораблей и самолётов охранения конвоев противника. Неоднократно после атак при преследовании подлодки врагом успешно выводил корабль из самых тяжёлых условий и оставался победителем».

13 марта 1945 года его понизили в воинском звании за катастрофу на ПЛ «ТС-2», но 18 апреля 1947 года он был восстановлен в звании капитана 2-го ранга.
С февраля до декабря 1946 года — начальник отделения подводного плавания отдела боевой подготовки штаба Черноморского Флота.
В 1949 году с отличием окончил Военно-морскую академию (ВМА) имени К. Е. Ворошилова.
16 мая 1949 года ему присвоено воинское звание «капитан 1-го ранга».
До августа 1955 года работал в должности старшего преподавателя кафедры подводных лодок в ВМА имени К. Е. Ворошилова.
C июня 1951 года — заместитель начальника этой же кафедры.
24 августа 1953 года — присвоена учёная степень «кандидат военно-морских наук».
6 марта 1954 года — учёное звание «доцент».
В августе-сентябре 1955 года — находился в распоряжении Главного штаба ВМФ, после чего был назначен старшим военным советником начальника ВМА, военным специалистом и старшим группы специалистов в ВМА Народно-освободительной армии Китая.
По возвращении, с августа 1959 года до июня 1960 года — в распоряжении Главкома ВМФ, затем до января 1961 года — член Морского научно-технического комитета ВМФ СССР, а с января 1961 года до июня 1965 года — заместитель начальника Высших специальных офицерских классов ВМФ по учебной и научной работе.
С июня 1965 года до июня 1967 года — консультант начальника Высшего военно-морского училища в Объединённой Арабской Республике. Вернувшись из Египта, до декабря 1967 года был в распоряжении Главкома ВМФ СССР.
С декабря 1967 года — в запасе.
Жил в городе-герое Ленинграде (ныне Санкт-Петербург), где скончался 25 января 1972 года, похоронен на Серафимовском кладбище (Коммунистическая площадка).

## Награды
- Герой Советского Союза (22.07.1944);
- Орден Ленина (22.07.1944);
- 4 ордена Красного Знамени (25.03.1943, 18.05.1944, 22.02.1946, 13.06.1952);
- орден Ушакова 2-й степени (25.07.1945);
- Орден Отечественной войны 1-й степени (7.07.1943);
- орден Красной Звезды (30.04.1947);
- медаль «За боевые заслуги» (3.11.1944);
- медаль «За оборону Севастополя»;
- медаль «За оборону Кавказа»;
- ряд других медалей СССР;

## Память
- В Астрахани, на улице, носящей его имя, установлена мемориальная доска на доме 2Б в память о Герое Советского Союза Б. А. Алексееве.